# Wonogoro
Wonogoro is een bestuurslaag in het regentschap Probolinggo van de provincie Oost-Java, Indonesië. Wonogoro telt 1345 inwoners (volkstelling 2010).